# Tachikawa, Tokyo
Tachikawa (立川市 (Lập Xuyên thị) Tachikawa-shi) là một thành phố thuộc ngoại ô phía tây Tokyo, Nhật Bản.

## Lịch sử
Thành phố được thành lập ngày 1 tháng 12 năm 1940.

## Địa lý

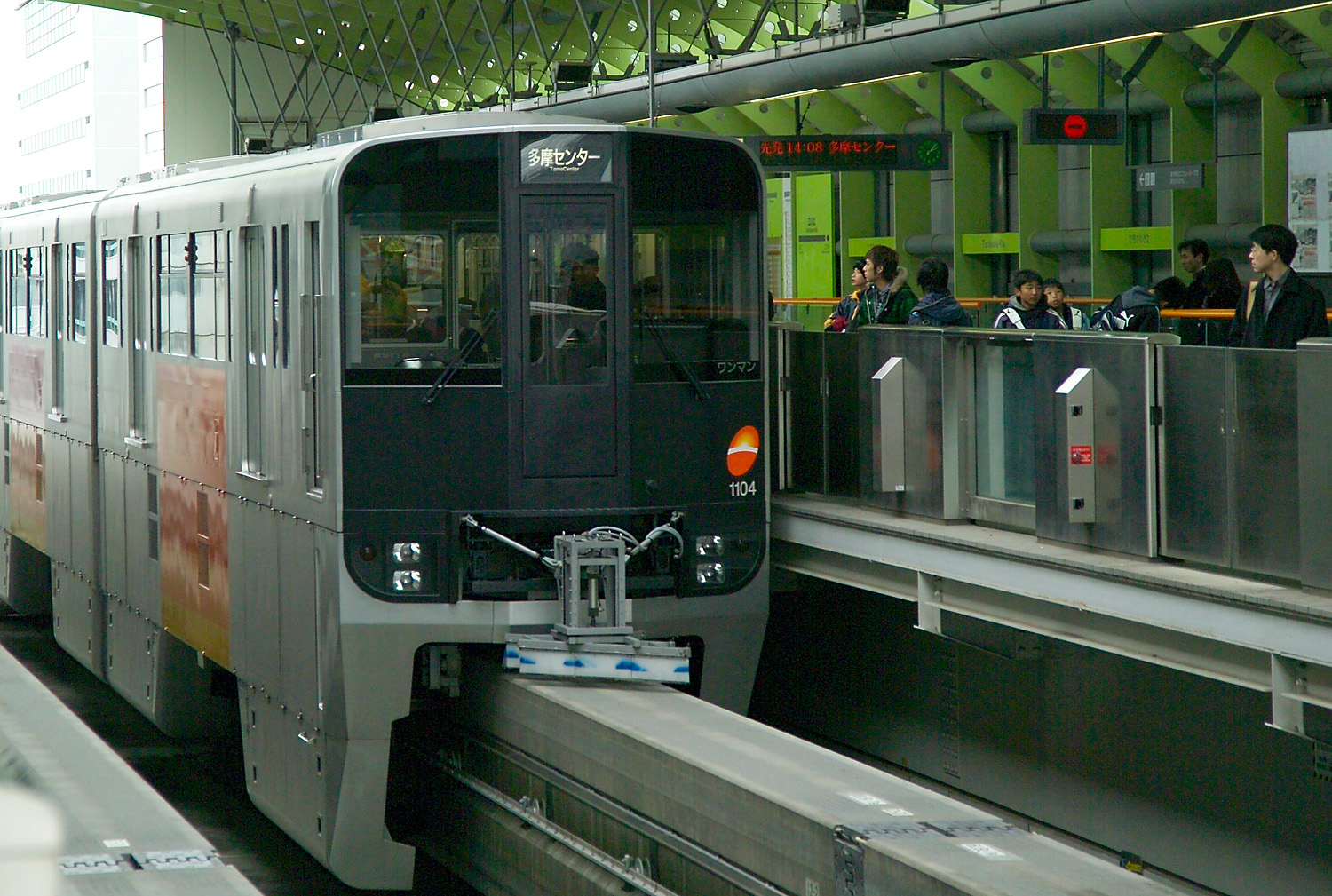
Tama monorail

Tachikawa cách trung tâm Tokyo khoảng 40 km về phía tây. Thành phố giáp Kunitachi, Kokubunji và Kodaira về phía đông, Higashiyamato và Musashimurayama về phía bắc, Fussa và Akishima về phía tây  và Hino về phía nam.

## Giáo dục
Các trường trung học công lập trong thành phố:
- Trung học Kitatama  Lưu trữ ngày 3 tháng 11 năm 2007 tại Wayback Machine
- Trung học Sunagawa  Lưu trữ ngày 6 tháng 12 năm 2009 tại Wayback Machine
- Trung học Tachikawa  Lưu trữ ngày 2 tháng 12 năm 2009 tại Wayback Machine

Ngoài ra còn có Trường giáo dục trung học quốc tế Tachikawa  Lưu trữ ngày 5 tháng 11 năm 2007 tại Wayback Machine.

## Thành phố kết nghĩa

### Trong nước
Omachi (tỉnh Nagano) ngày 25 tháng 3 năm 1991

### Nước ngoài
San Bernardino, California (Mĩ) ngày 23 tháng 12 năm 1959